# Кадлубиська (Підкарпатське воєводство)
Кадлубиська (пол. Kadłubiska) — село в Польщі, у гміні Наріль Любачівського повіту Підкарпатського воєводства.
Населення — 208 осіб (2011).
У 1975-1998 роках село належало до Перемишльського воєводства.

## Демографія
Демографічна структура станом на 31 березня 2011 року:
|          | Загалом | Допрацездатний вік | Працездатний вік | Постпрацездатний вік |
| -------- | ------- | ------------------ | ---------------- | -------------------- |
| Чоловіки | 111     | 20                 | 75               | 16                   |
| Жінки    | 97      | 18                 | 54               | 25                   |
| Разом    | 208     | 38                 | 129              | 41                   |